# Mike Moran
Pour les articles homonymes, voir Moran.
Mike Moran (né le 4 mars 1948 à Leeds) est un claviériste, compositeur et producteur de musique britannique. Outre son travail de musicien de studio ayant accompagné plusieurs artistes tels que George Harrison, Queen, Ozzy Osbourne, David Bowie ou Freddie Mercury. Il a contribué à des bandes originales de film comme celle de Bandits, bandits et Rien que pour vos yeux en 1981.
Il est également le compositeur, avec Lynsey de Paul, de la chanson Rock Bottom, présentée par le Royaume-Uni au Concours Eurovision de la chanson 1977. Le titre arrive en deuxième position, et monte dans les charts de plusieurs pays.